# بالگردگاه ایندیاناپلیس داونتاون
بالگردگاه ایندیاناپلیس داونتاون (به انگلیسی: Indianapolis Downtown Heliport) یک فرودگاه همگانی با کد یاتا - است. این فرودگاه در شهر ایندیاناپولیس کشور ایالات متحده آمریکا قرار دارد و در ارتفاع ۲۲۳ متری از سطح دریا واقع شده‌است.